# Greg Sanders
Gregory “Greg” Hojem Sanders is een personage uit de Amerikaanse televisieserie CSI: Crime Scene Investigation. Hij wordt gespeeld door Eric Szmanda.

## Biografie

### Jonge jaren
Greg Sanders groeide op in San Gabriel, Californië. Hoewel vrienden en familie hem vertelden dat wetenschap iets voor nerds was, was Greg al op jonge leeftijd ervan overtuigd dat hij een wetenschapper wilde worden. In de aflevering "Coming of Rage" uit het vierde seizoen werd meer onthuld over deze obsessie. Hoewel hij nooit goed was in sport, was Greg wel de voorzitter van het schaakteam op zijn middelbare school. In de aflevering "Fannysmackin'" uit het zevende seizoen vertelde Greg dat zijn overbezorgde moeder hem nooit deel wilde laten nemen aan sporten omdat hij haar enige kind was. Greg vertelde tevens dat zijn moeder vier kinderen wilde, maar er slechts één kreeg.

### Opleiding
Greg wist perfect studie en hobby's te combineren, en studeerde onder andere scheikunde aan de Stanford Universiteit waar hij Phi Beta Kappa afstudeerde. Hij heeft een groot aantal hobby's, waaronder surfen, scubaduiken en numismatiek. In de "Precious Metal" bleek dat Greg ook van supermodellen en latex houdt.

### Beroepsleven
Greg kan worden gezien als het meest “normale” lid van het CSI-team. Hij is altijd vrolijk en optimistisch, en heeft een hoop interesses naast zijn CSI-werk (zo luistert hij naar Marilyn Manson terwijl hij de labmachines bedient). Dit komt waarschijnlijk door zijn jeugd. Hij is nog nooit geheel blootgesteld aan de gruwelen van zijn werk zoals de rest van het team.
In de aflevering "Play with Fire" uit het derde seizoen was Greg samen met Sara betrokken bij een explosie in het lab, die zij beiden overleefden. In de  aflevering "Fannysmackin'" uit het zevende seizoen raakte hij zwaargewond toen hij een toerist wilde beschermen tegen een bende tienerwaaghalzen. Hij onthulde tevens aan Gil Grissom dat hij zijn promotie tot CSI’er geheimhoudt voor zijn ouders omdat hij niet wil dat ze zich zorgen maken.
Greg begon zijn carrière als stille labmedewerker die de grote ladingen bewijzen en DNA monster wegwerkte die het CSI team telkens binnenbracht. Hierbij was hij vaak verantwoordelijk voor ontdekkingen over stukjes bewijs die een zaak in een heel ander licht zetten. Greg werd het labwerk uiteindelijk zat en verlangde naar het veldwerk. Hij faalde bij de eerste test, maar kreeg uiteindelijk de rang van CSI level 1. Met deze lage rang was hij meestal assistent van een hogere graads CSI. Hij ondervraagt maar zelden verdachten. Later kreeg hij de promotie om alleen een plaats delict te mogen onderzoeken.

### Familie
Greg is deels van Noorse afkomst, wat onthuld wordt in de aflevering "Let the Seller Beware" uit het derde seizoen.
Greg heeft het geregeld over zijn grootvader, die hij altijd 'Papa Olaf' noemt. Hij heeft het in seizoen 6 ook over Nana Olaf. Zij was blijkbaar helderziende, en zijn familie gelooft dat Greg deze gave heeft geërfd.

## Trivia
- Is de eigenaar van een Sega Dreamcast.
- Houdt van merlot.
- Woonde ooit in New York.
- Weet hoe je een Origami kraanvogel moet vouwen.
- Houdt van Blue Hawaiian koffie.
- Heeft de film Pulp Fiction gezien (aflevering "Friends and Lovers")
- Zijn ringtone is "Feel Like Makin' Love".
- Is een fan van de Los Angeles Dodgers.
- Is erg geïnteresseerd in de geschiedenis van Las Vegas en hoe de stad werd gedomineerd door de maffia. Hij heeft hier ook een boek over geschreven.
- Zijn achternaam is een afkorting van de Noorse achternaam Sandersen.